# Satcom (супутник)
Satcom — серія космічних  супутників зв'язку, розробка і управління якими велася  американської компанією "RCA American Communications  ". Супутники Сатка були одними з ранніх супутників, які були розміщені на  геостаціонарній орбіті Землі, по аналогії з супутниками «Сінком» 1964 року. Перший супутник Сатка, «Сатка-1», був запущений 13 грудня 1975 року. Останній же апарат цієї серії, «Сатка-К2», був виведений на орбіту 27 листопада 1985 року, і припинив свою роботу в  лютому 2002 року.
 Satcom (скорочення від англ. satellite communication - супутниковий зв'язок) є штучним космічним супутником, який використовується для телекомунікації шляхом  ретрансляції сигналів в космос і назад на Землю. Це найпотужніша форма радіо, яка може охоплювати набагато більшу відстань і ширші області, ніж інші радіостанції. Вона також може передавати слова, фотографії та інші форми інформації.
Система Satcom була придбана компанією «Дженерал Електрик» разом з покупкою компанії RCA в 1986 року. У результаті угоди компанія «RCA American Communications» була перейменована в «GE American Communications».

## Список апаратів
- Satcom 1 — RCA Astro Electronics — 12 грудня 1975 —  Дельта 3000 — NSSDC ID = 1975-117A
- Satcom 2 — RCA Astro Electronics — 26 березня 1976 —  Дельта 3000 — NSSDC ID = 1976-029A
- Satcom  3 — RCA Astro Electronics — 7 грудня 1979 —  Дельта 3000 — NSSDC ID = 1979-101A — Відмова роботи на  геоперехідній орбіті, зруйнований.
- Satcom 1Р — RCA Astro Electronics — 11 квітня 1983 —  Дельта 3000 — NSSDC ID = 1983-030A — Замінив Satcom 1.
- Satcom 2Р — RCA Astro Electronics — 8 вересня 1983 —  Дельта 3000 — NSSDC ID = 1983-094A
- Satcom  3Р — RCA Astro Electronics — 20 листопада 1981 —  Дельта 3000 — NSSDC ID = 1981-114A — Замінив зруйнований Satcom 3.
- Satcom  4 — RCA Astro Electronics — 16 січня 1982 —  Дельта 3000 — NSSDC ID = 1982-004A
- Satcom  5 — RCA Astro Electronics — 28 жовтня 1982 —  Дельта 3000 — NSSDC ID = 1982-105A — Аврора 1, починаючи з 105,2 'W (2006).  [Архівовано 20 вересня 2007 у Wayback Machine.]
- Satcom 4Р — Центр розробки супутників Boeing — 8 листопада 1984 — STS-51A (  Діскавері) — NSSDC ID = 1984-113B — Запущено як Anik D2.
- Satcom  C1 — GE Astro Space — 20 листопада 1990 —  Аріан-42П — NSSDC ID = 1990-100A — Замінив Сатка-1Р.
- Satcom  C3 — GE Astro Space — 11 вересня 1992 —  Аріан-44ЛП — NSSDC ID = 1992-060B
- Satcom  C4 — GE Astro Space — 31 серпня 1992 — Дельта-2 (7925) — NSSDC ID = 1992-057A
- Satcom  C5 — GE Astro Space — 29 травня 1991 — Дельта-2 (7925) — NSSDC ID = 1991-037A — Аврора 2.  [Архівовано 27 вересня 2011 у Wayback Machine.]
- Satcom  К1 — RCA Astro Electronics — 12 січня 1986 — STS-61C (  Колумбія) — NSSDC ID = 1986-003B
- Satcom  К2 — RCA Astro Electronics — 27 листопада 1985 — STS-61B (  Атлантіс) — NSSDC ID = 1985-109D
- Satcom  К3 — GE Astro Space — 2 березня 1991 —  Аріан-44ЛП — NSSDC ID = 1991-015A — Продан в ході виробництва супутників  SES Astra, запущений як Астра 1B.
- Satcom  К3 — GE Astro Space — 9 червня 1992 —  Атлас 2 — NSSDC ID = 1991-015A — Конструкція продана компанії «Intelsat».